# Arther Love
Arther Lee Love, född 18 september 1977 i Treutlen County i Georgia, är en amerikansk utövare av amerikansk fotboll (tight end), som år 2001 tränade med NFL-laget New England Patriots utan att få speltid i NFL. Love hade spelat framgångsrikt på collegenivå för South Carolina State och draftades 2001 av New England Patriots. Under senioråret som collegespelare gjorde Love två touchdowns i nio NCAA-matcher. Laget vann Super Bowl XXXVI men Loves säsong förstördes av skador. År 2003 skrev han på med Denver Broncos men lyckades inte heller där få ett genombrott i NFL.